# Elijah Steele
Pour les articles homonymes, voir Steele.
Elijah Steele (13 novembre 1817 – 27 juin 1883) était un des premiers pionniers à s'installer en Californie du Nord. Il fut aussi juriste, législateur et agent indien.
Il partit pour la Californie en 1850 et prospecta près de Shasta, de la Scott River (en), de Greenhorn et de Yreka.